# 佐野比呂志
佐野 比呂志（さの ひろし、1919年（大正8年）1月15日 - 2013年（平成25年）11月1日）は徳島県出身の日本の洋画家、教育者。第6回徳島県芸術大賞、徳島県文化賞受賞。20年に渡り徳島県美術家協会会長を務めた。
自由律俳句の橋本夢道は叔父（夢道の姉の長男）にあたる。

## 略歴
徳島県板野郡生まれ。徳島師範学校卒業。「素直大胆」を理念とし、独立美術協会の独立展を中心に作品を発表、1955年に同会会友となる。師範学校卒業後は美術教師となり、1967年に徳島県教育委員会教育功労賞、公益財団法人美育文化協会指導者賞を受賞。1996年、徳島県の美術の発展と教育に尽力した功績により、徳島県文化賞を受賞した。
2013年11月1日、老衰のため94歳で死去。
2019年8月29日、遺族である長女が佐野比呂志の生誕100年を記念して、徳島市徳島中学校及び徳島市富田中学校に作品を寄贈する。

## 画集
- ビーブレーンズ企画・編集 編『佐野比呂志』東洋出版、1992年10月。